# 曼夫拉斯
曼夫拉斯，是西班牙卡斯蒂利亚-莱昂阿维拉省的一个市镇。 总面积24km2, 总人口277人（2001年），人口密度12人/km2。